# El Seguro
El Seguro är en ort i Mexiko.   Den ligger i kommunen Ures och delstaten Sonora, i den nordvästra delen av landet, 1 600 km nordväst om huvudstaden Mexico City. El Seguro ligger 442 meter över havet och antalet invånare är 103.
Terrängen runt El Seguro är platt åt nordväst, men åt sydost är den kuperad.  Trakten runt El Seguro är nära nog obefolkad, med mindre än två invånare per kvadratkilometer. Närmaste större samhälle är Santa Rosalía, 13,1 km väster om El Seguro. Omgivningarna runt El Seguro är i huvudsak ett öppet busklandskap.